# Löwe von Mari

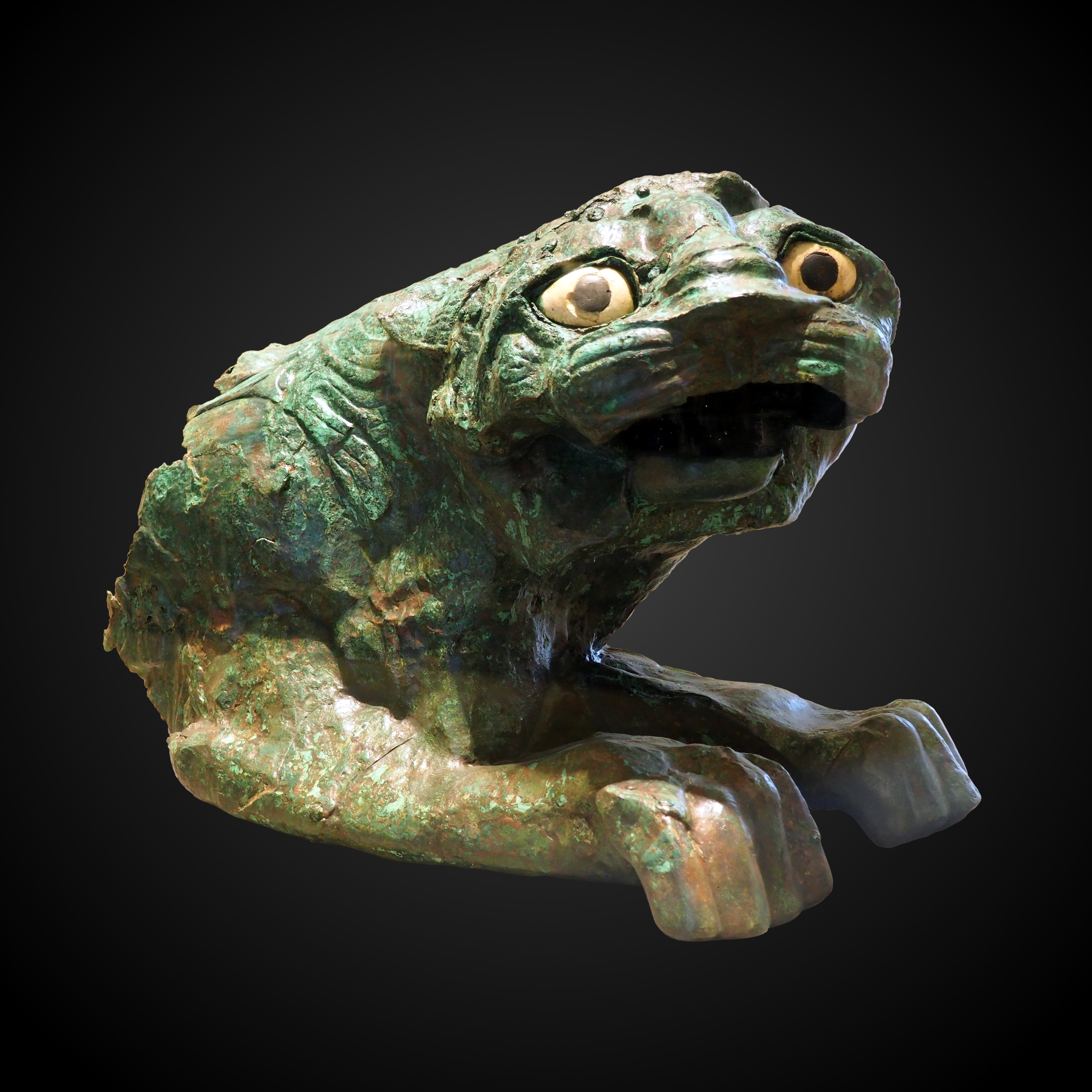
Löwe von Mari

Der Löwe von Mari ist eine Bronzefigur, die vermutlich als Protome gearbeitet war. Sie ist insgesamt 70 cm hoch und wurde bei archäologischen Ausgrabungen im Dagan-Tempel von Mari (heute: Tell Hariri) in Syrien gefunden. Sie stammt aus der altbabylonischen Zeit, vermutlich aus der Regierungszeit des Zimrī-Lim. Heute befindet sie sich im Louvre in Paris (Inventarnummer AO 19520, AO 19824). Ein Pendant dieser Figur befindet sich im Nationalmuseum Aleppo. Beide bildeten ursprünglich ein Paar.
Von der in liegender Haltung dargestellten Figur sind noch Kopf, Schulter und die Vorderpranken erhalten. Das Maul ist aufgerissen und die Zähne werden gefletscht. Als Zähne waren ursprünglich Knochenstücke in das Maul gesetzt. An Einlagen sind noch die Augen aus Kalkstein und Schiefer erhalten. Die Figur wurde aus einzelnen Bronzeblechen hergestellt, die auf einen Holzkern genietet wurden.